# Romain Brison
Pour les articles homonymes, voir Brison.
Pas d'image ? Cliquez ici

a Compétitions nationales et continentales officielles uniquement.

Dernière mise à jour le 27 juillet 2020.
Romain Brison, né le 6 juillet 1988 à Narbonne, est un joueur français de rugby à XV évoluant au poste de pilier au sein de l'effectif du RO Agde depuis 2020.

## Carrière
- jusqu'en 2008 : RC Narbonne
- de 2008 à 2012 : USA Perpignan
- 2012-2013 : Atlantique stade rochelais
- Septembre 2013 : Stade Rodez
- Octobre 2013-2014 : FC Auch
- 2014-2016 : AS Béziers
- 2016-2017 : Tarbes Pyrénées rugby
- 2017-2019 : Valence Romans Drôme rugby
- 2019-2020 : Valence Romans Drôme rugby (entraineur des avants espoirs)
- 2020- : RO Agde

En 2017, il quitte le Tarbes Pyrénées rugby pour rejoindre le Valence Romans Drôme rugby qui joue dans la poule Élite de Fédérale 1.